# Arizona (Honduras)
Arizona è un comune dell'Honduras facente parte del dipartimento di Atlántida.
Il comune è stato istituito il 14 febbraio 1990 con parte del territorio del comune di Esparta.